# Hoeve de Daal

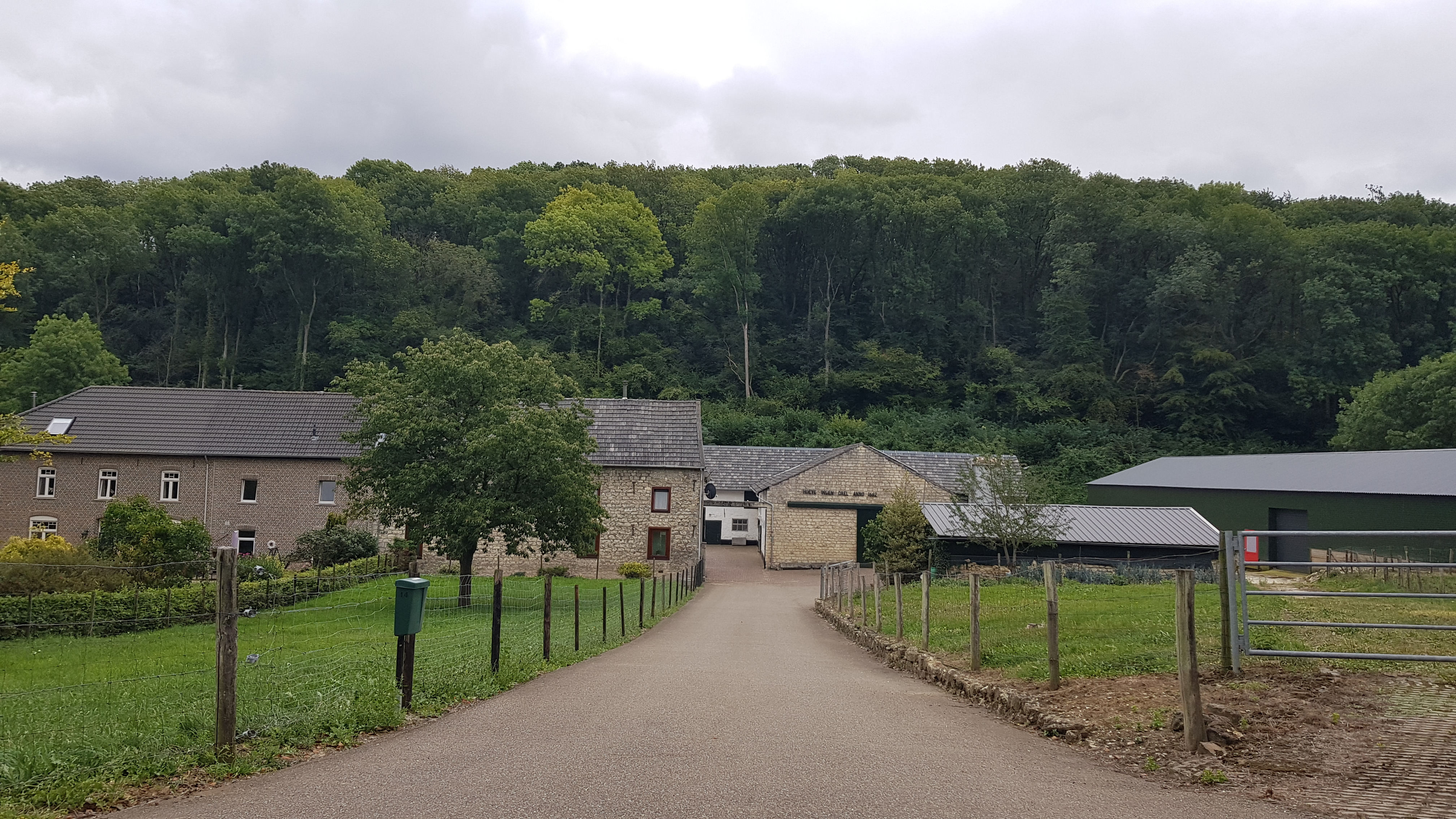
De hoeve in 2019

De Hoeve de Daal, Hoeve de Dael, Daelhoeve of Hoeve Ingendael is een historische boerderij in Nederlands Zuid-Limburg in de gemeente Voerendaal. De hoeve staat ten noordoosten van Ubachsberg in het Droogdal de Dael nabij de Daelsweg, de weg van Ubachsberg naar Welten (Heerlen).
Ten zuidoosten ligt achter de hoeve ligt de Putberg, ten westen de Geulkerberg en ten noordwesten de Daalsberg.
Aan de overzijde van de weg ligt de Kalkoven Daelsweg en daarachter de Kalkoven Dalberg. Op ongeveer 250 meter naar het zuiden ligt de Kalkoven Bosrand aan de bosrand van de Putberg met daarachter in het bos de (grote) Groeve Putberg. Nabij de kalkoven en de dagbouwgroeve lag ook de ondergrondse Groeve de Dael. Ten zuiden van de groeves bevindt zich de Putbergbron. Ten noordoosten van de hoeve ligt het restant van de Kalkoven Putberg met daarachter een kleinere dagbouwgroeve.
De hoeve is voor een groot deel opgetrokken is in Kunrader kalksteen.

## Geschiedenis
In 1380 was Hoeve de Daal een Wickrader leen en werd toen aangeduid met den guede in Gheendal. Dit goed had toen een oppervlakte van 23 bunder.
In 1660 werd de familie Van Slijpe eigenaar van de hoeve.
In 1780 werd de hoeve in een testament hof In Gen Dael genoemd.